# Багратіоні Олександр Анатолійович
Олександр Багратіоні (нар. 13 липня1990,Тернопіль) — українсько-німецький шаховий гросмейстер з 2014 року. Представляє Ізраїль з 2020 року.
Закінчив Тернопільський національний економічний університет у 2011 році. У 2009 році йому було присвоєно звання міжнародного майстра. У 2011 році він переїхав до Ізраїлю, а в 2014 році здобув титул гросмейстера. У 2018 році він виграв чемпіонат Єрусалиму з шахів. З 2019 року проживає в Німеччині.